# 松龍寺 (松戸市)
松龍寺（しょうりゅうじ）は、千葉県松戸市にある浄土宗の寺院。

## 概略と沿革
1615年（元和2年）、この地を治めた旗本の高木正次（丹南藩藩祖の高木正次とは別人）の開基である。父広正の菩提を弔うために建立した。
江戸時代に何度も火災に遭い、山門のみが当時の名残をとどめている。また開基・高木正次の墓所がある。
境内には、観音堂があり、観音菩薩像が祀られている。この観音像は別名「子育て観音」と呼ばれている。種子が多く付くトウモロコシは縁起物とされており、毎年8月10日にとうもろこし市が開かれている。

## 交通アクセス
- JR東日本常磐線松戸駅より徒歩10分。（経路案内）
- 京成バス　松戸郵便局下車徒歩約2分。（経路案内）